# مگس‌مرغ کوستا
مگس‌مرغ کوستا (نام علمی: Calypte costae) نام یک گونه از زیرخانواده مگس‌مرغیان است.